# دولگسهایم
دولگسهایم (به آلمانی: Dolgesheim) یک شهر در آلمان است که در ماینتس-بینگن واقع شده‌است. دولگسهایم ۹۶۵ نفر جمعیت دارد.